# Pierre-Henri Raphanel
 (décembre 2023).
Si vous disposez d'ouvrages ou d'articles de référence ou si vous connaissez des sites web de qualité traitant du thème abordé ici, merci de compléter l'article en donnant les références utiles à sa vérifiabilité et en les liant à la section « Notes et références ».
Pierre-Henri Raphanel, né le 27 mai 1961 à Alger en Algérie, est un ancien coureur automobile français. Auteur d'un bref passage en Formule 1, il a surtout brillé dans les courses d'endurance.

## Biographie
Commençant la compétition par le karting, il devient, en 1981, champion de France de karting Formule A, puis se lance en Formule 3 et devient champion de France de la catégorie en 1985, gagnant le Grand Prix de Monaco F3. Passant en Formule 3000 de 1986 à 1988, il se classe respectivement 12e, 13e et 14e du championnat. Les portes de la Formule 1 s'ouvrent à lui en fin de saison.
Raphanel a participé à dix-sept Grands Prix de Formule 1 pour les écuries Larrousse, Coloni et Rial, débutant le 13 novembre 1988 au Grand Prix d'Australie. Il ne réussit à se qualifier qu'une seule fois, en 18e position au Grand Prix de Monaco 1989 où il abandonne après 19 tours sur problème de boîte de vitesses. Il demeure le seul pilote de Formule 1 à avoir couru sa seule course de F1 en principauté.
Il abandonne la Formule 1 en 1990 et part courir pour le championnat japonais de GT et cela jusqu'en 2000 au volant de GT Toyota. Entretemps, il dispute également le championnat BPR en 1995 et 1996 et le championnat FIA-GT en 1997 sur McLaren F1. Il revient en 2000 avec l'équipe officielle Panoz aux 24 Heures du Mans où il finit cinquième.

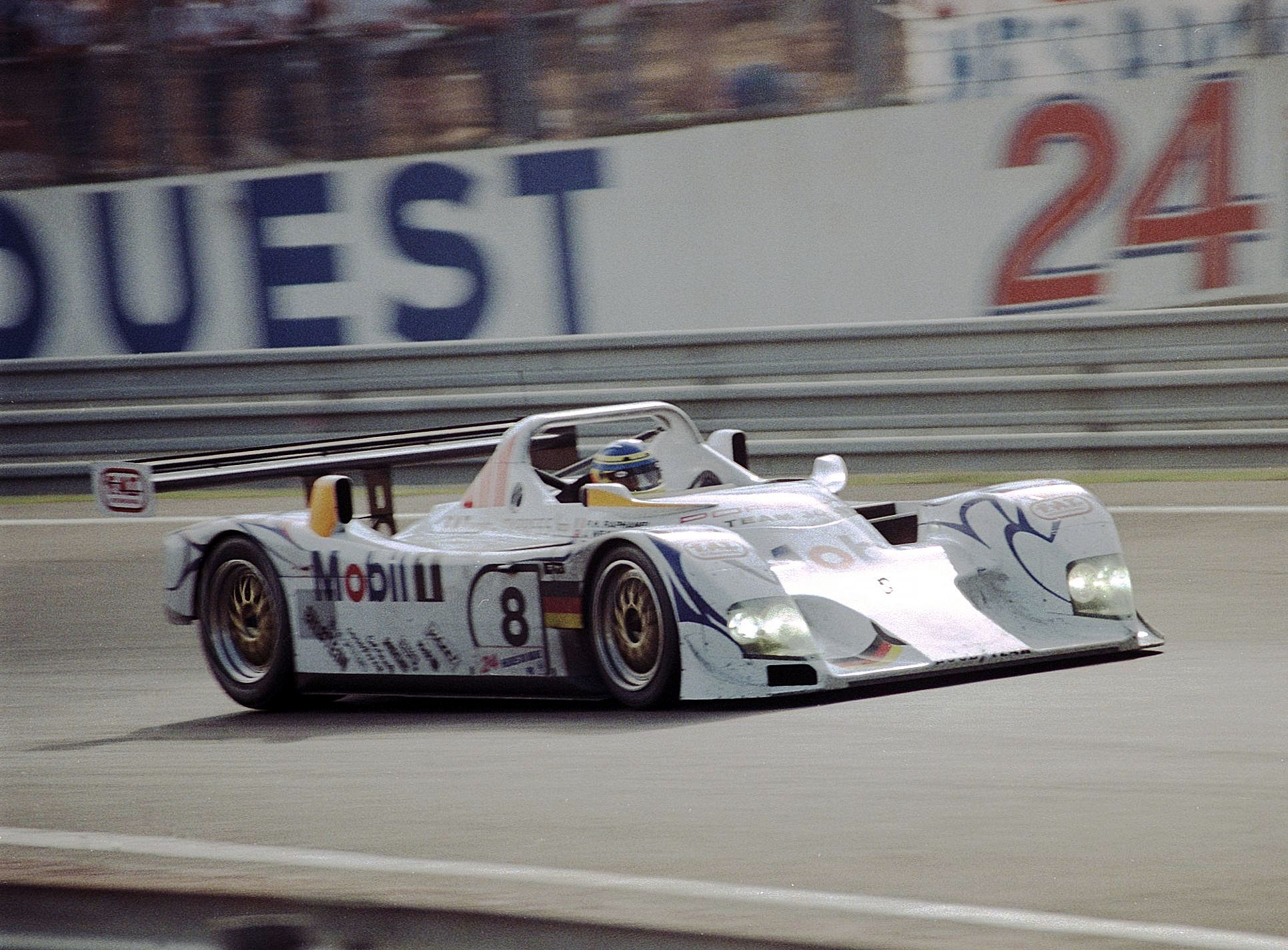
Porsche LMP1-98 de Pierre-Henri Raphanel, James Weaver et David Murry lors des 24 Heures du Mans 1998.

Il participe aux 24 Heures du Mans à quatorze reprises entre 1986 et 2000 avec pour meilleur résultat deux 2e place acquises en 1992 au volant d'une Toyota TS010 d'usine avec Masanori Sekiya et Kenny Acheson et aux 24 Heures du Mans 1997 (1er au classement GT1) au volant d'une McLaren F1 avec ses coéquipiers Jean-Marc Gounon et Anders Olofsson.
Délaissant le baquet, Pierre-Henri Raphanel devient consultant en sport automobile pour Eurosport jusqu'en 2013.
Depuis 2005, il travaille comme pilote officiel Bugatti pour la Veyron 16.4. À ce titre, il détient le record du monde de vitesse pour une voiture de série à 431,072 km/h, réalisé au volant d'une Veyron Super Sport en juillet 2010. Lors d’une interview pour Le Figaro, il dira : « Rouler à plus de 400 km/h est un exercice à hauts risques. À une telle vitesse, on parcourt 120 mètres à la seconde. S'il se passe la moindre chose, il y a de fortes chances que l'on ne revienne pas au stand pour l'expliquer. Cette donnée rajoute du stress. »[réf. souhaitée]
Par ailleurs, Pierre-Henri Raphanel est également promoteur immobilier à Agde dans l'Hérault.

## Résultats en championnat du monde de Formule 1
| Saison | Écurie                 | Châssis           | Moteur                              | Pneus            | GP disputés | Points inscrits | Classement |
| ------ | ---------------------- | ----------------- | ----------------------------------- | ---------------- | ----------- | --------------- | ---------- |
| 1988   | Larrousse & Calmels F1 | Lola LC88         | Cosworth V8                         | Goodyear         | 0           | 0               | n.c.       |
| 1989   | Coloni SpA Rial Racing | FC188B FC189 ARC2 | Cosworth V8 Cosworth V8 Cosworth V8 | Pirelli Goodyear | 1           | 0               | n.c.       |